# Пирвели-Кесало
Пирвели-Кесало (груз. პირველი ქესალო, азерб. Birinci Kosalı) — село Марнеульского муниципалитета, края Квемо-Картли республики Грузия, со 100%-ным азербайджанским населением. Находится на территории исторической области Борчалы.

## География
Граничит с селами Меоре-Кесало, Капанахчи, Илмазло, Диди-Муганло, Кирач-Муганло, Текали Марнеульского Муниципалитета и Назарло Гардабанского Муниципалитета.

## Население
По данным Государственного статистического комитета Грузии, согласно официальной переписи 2002 года, численность населения села Пирвели-Кесало составляет 1622 человек и на 100 % состоит из азербайджанцев.

## Экономика
Население в основном занимается сельским хозяйством, овцеводством, скотоводством и овощеводством. В селе функционирует продуктовый маркет, есть источник питьевой воды.
В марте 2007 года, для усиления телефонной связи между Грузией и Азербайджаном, в 6 сел Марнеульского района (Тазакенди, Азизкенди, Капанахчи, Меоре-Кесало, Пирвели-Кесало и Алгети) Грузии были проведены телекоммуникационные линии и созданы, электрифицированные телефонные станции, что дало возможность жителям села использовать телефоны и интернет.

## Достопримечательности
- Средняя школа[8]
- Мечеть
- Игровая площадка[9]

## Известные уроженцы
- Бабаев Туран Аразович (Араз Оглу) — внук известного учителя Бабаева Абдуллы Амирасланоглы
- Осман Алиев — учитель средней школы села Пирвели-Кесало, стипендиат президента Грузии.[10]